# Torrom
Torrom är en bebyggelse i Nora socken i Kramfors kommun, belägen omkring södra änden av Norasundet och även omfattande Nora kyrka. SCB avgränsar här sedan 2023 en småort. 